# 霍夫特瓦河

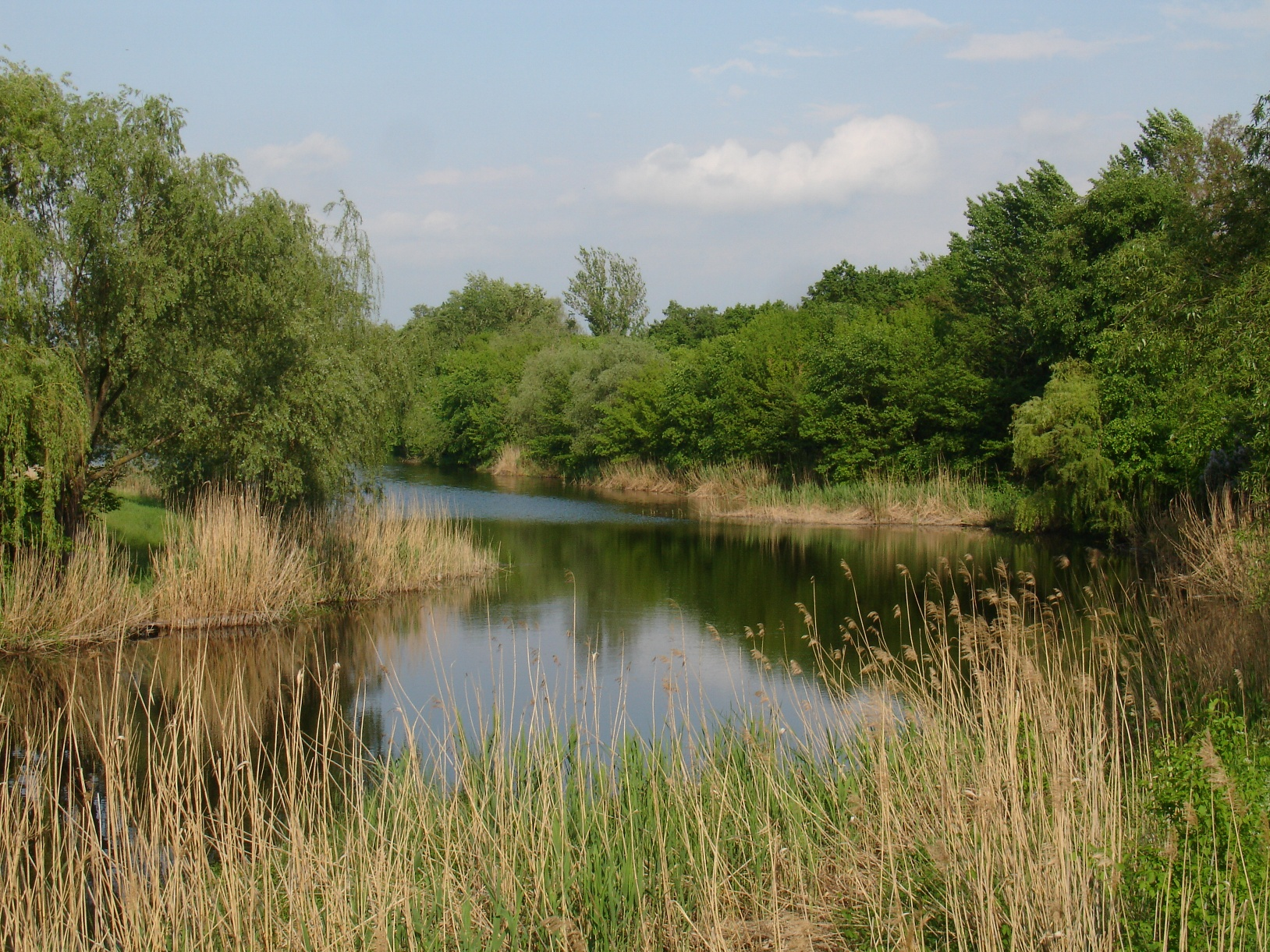

霍夫特瓦河（烏克蘭語：Говтва），是烏克蘭的河流，位於該國中部，流經波爾塔瓦州，屬於普肖爾河的左支流，河道全長36公里，流域面積1,680平方公里，河畔城鎮有雷舍蒂利夫卡。